# ロックマンエグゼ レジェンド オブ ネットワーク
『ロックマンエグゼ レジェンド オブ ネットワーク』は、2006年10月2日にiアプリおよびEZアプリで配信されたデータアクションRPG。

## ストーリー
増加するネットワーク犯罪に対抗すべくネットパトロール組織を発足した科学省。熱斗とロックマンは秋原町のパトロールを任されたが、科学省が襲撃事件に遭う。新パートナーのシェリスや謎の助言者「L.o.N」の助けを借りつつ、熱斗とロックマンは事件を解決してゆく。

## オリジナルキャラクター
シェリス
アメロッパからきた少女。正体は超古代文明の生き残り。
ライドマン
シェリスのナビ。姿形は西部劇のガンマンそのものだが、シェリス曰く、ニホンの時代劇を参考に作られたとのこと。
リバース
ライドマンの内に潜む、トロイの木馬の化身。
トロイノモクバ
本作の最終ボス。

## トランスアーム
仲間の属性に対応したチップを1枚犠牲にしてその仲間の力を腕に宿すシステム。効果は3ターンしか持続しないためソウルユニゾンに近い。
サンダーアーム（対応チップ：電気属性系　属性：電気）
力を貸す仲間はサンダーマン。
溜めうち:サンダーボルト（雷を前に飛ばす攻撃）
特性:雷属性のチップの攻撃力が+20ターンの最初に使った無属性のチップに麻痺効果。
アクアアーム（対応チップ：水属性系　属性：水）
力を貸す仲間はアクアマン。
溜めうち:アクアショット（2マス前に水を飛ばす。奥1マスに誘爆）
特性:水属性のチップの攻撃力が+20。使用したチップの攻撃力の5％がHP回復。氷パネルに乗っても滑らない。
トマホークアーム（対応チップ：木属性系　属性：木）
力を貸す仲間はトマホークマン。
溜めうち:トマホークスイング（縦3マス横2マスに攻撃）
特性:木属性チップの攻撃力が+10。仰け反らない。状態異常にならない。草むらパネルの上にのると自動でHPが回復。
サーチアーム（対応チップ：カーソル系　属性：無）
力を貸す仲間はサーチマン。
溜めうち:スコープガン（近くの敵1体にどこにいても当たる攻撃）
特性:カーソル系チップの攻撃力が+30。カスタム画面でチップをシャッフルする能力（3回まで）。
ブルースアーム（対応チップ：ソード系　属性：無）
力を貸す仲間はブルース。
溜めうち:ワイドソード（目の前縦3マスに攻撃）
特性:無属性チップの攻撃力を+10。ソード系チップの攻撃力を+40。
フレイムアーム（対応チップ：炎属性系　属性：炎）
力を貸す仲間はフレイムマン。
溜めうち:フレイムアーム（目の前横3マスに攻撃）
特性:炎属性のチップの攻撃力を+40。アタック+1。マグマパネルの上に乗ってもダメージを受けない。

## サブタイトル
1. 第一話 任務 ネットパトロール！
2. 第二話 神様に願いを
3. 第三話 キケンなアルバイト！
4. 第四話 シャーロより愛をこめて
5. 第五話 それぞれの再開
6. 第六話 ネットワークの伝説
7. 第七話 復活の超古代文明
8. 第八話 つながるココロ